# Lliri dels blats

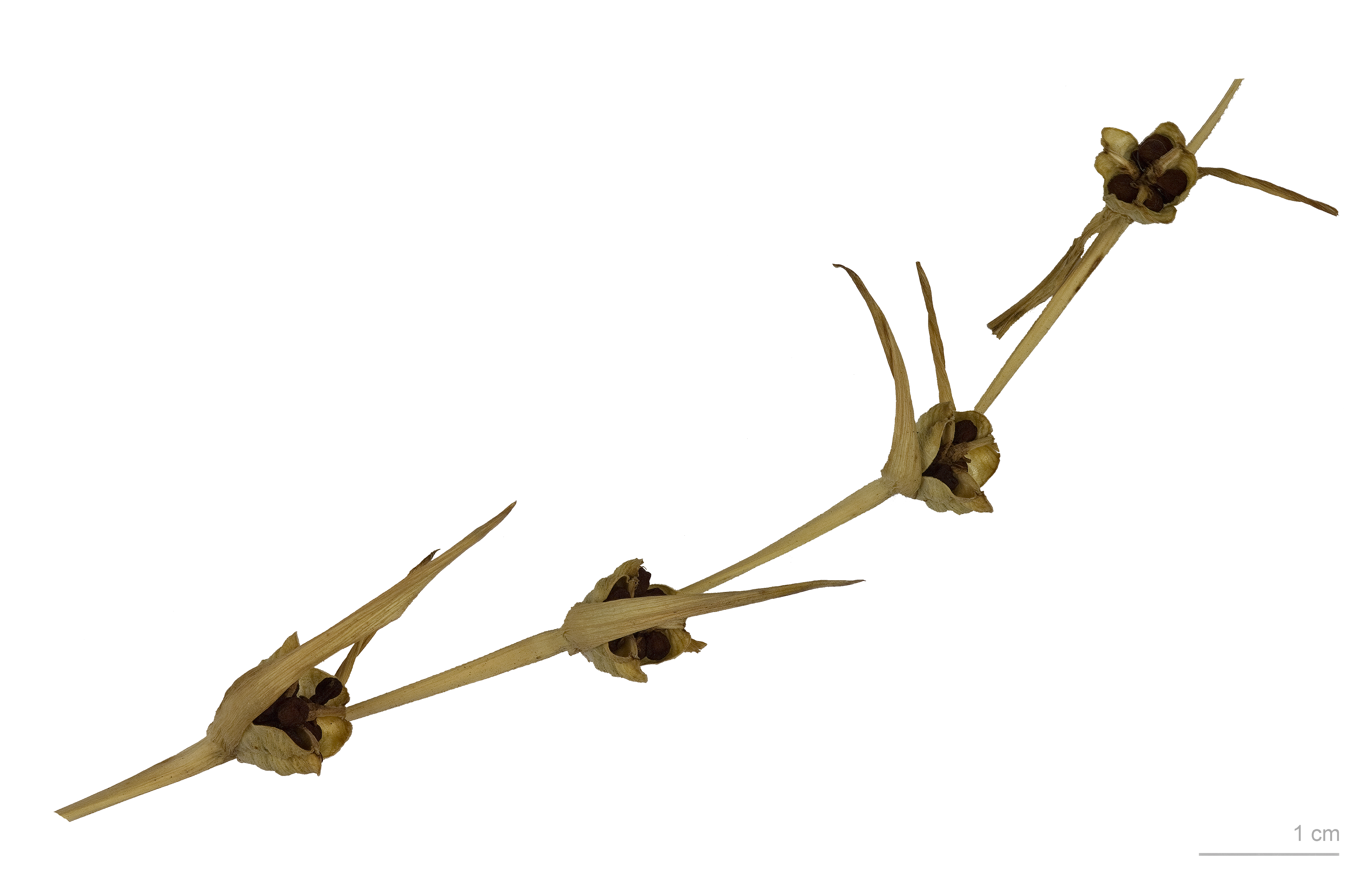
Gladiolus italicus

El lliri dels blats, espadella, herba d'espasa o herba de palma (Gladiolus italicus) és una espècie de gladiol. Probablement és originària de gran part d'Euràsia, incloent els Països Catalans on junt amb Gladiolus communis són les úniques espècies de gladiols autòctons (si com fa la Flora dels Països Catalans de Bolòs i Vigo, G. illyricus (Koch) es considera només com a subespècie). També apareix a altres continents on és considerada una mala herba comuna, sobretot dels camps de conreu i abocadors. Hi ha citacions d'aquesta espècie als estats dels EUA de Califòrnia Kentucky, Missouri i Tennessee.
Antigament (i actualment a le Balears) se'n deia coltell (o contell) ‘ganivet’ (< llatí 'cultellu') per la forma de les fulles semblant a aquest estri, amb metàfora similar, es designa també per lliri d'espases, espasa, espaseta, espadella, espadola, claviol (Mall. modificació vulgar de gladiol, dim. de gladi, ‘espasa’),, xuclador (per la goteta de mel que els petits hi troben).

## Morfologia
Aquesta planta perenne creix a partir d'una tija erecta que arriba a fer pràcticament un metre d'alt amb algunes fulles llargues envoltant de la seva base. Cap a la meitat superior de la tija, generalment no ramificada, forma una inflorescència en espiga en què les flors apareixen espaiades. Cada planta té un màxim de 15 o 16 flors. Floreix entre març i juny. La flor és de color rosa brillant a magenta i diversos centímetres de llarg, amb els seus estams i un estil que sobresurt de la gola. El fruit és una càpsula d'un centímetre de llarg que conté moltes llavors sense ala. Hom les pot diferenciar d'altres espècies del gènere perquè les anteres són més llargues que els filaments que les sostenen i per l'absència d'ales a les llavors.

## Hàbitat
Apareix en camps de cereals d'hivern de la regió mediterrània a l'estatge montà des del nivell del mar als 1.350 m d'altitud. La seva distribució és latemediterrània (a la regió mediterrània i un poc més enllà en zones properes a ella).